# Wee-Man
Jason Bryant Acuña bedre kendt som Wee-Man (født 16. maj 1973 i Pisa, Italien) er en amerikansk tv-vært og skuespiller. Han deltager i tv-serien Jackass og er vært i tv-showet 54321. Acuña lider af akondroplasi, en mild form for dværgvækst, og er kun 1,23 m høj.
Acuña er opvokset i USA.